# 雕刻织纹螺
雕刻织纹螺（学名：Nassarius caelatus），是新腹足目织纹螺科织纹螺属的一种。主要分布于中国大陆，常栖息在潮下带。